# Бонифаций Брюссельский
Бонифаций Брюссельский (фр. Boniface de Bruxelles; 5 июня 1183, Иксель — 19 февраля 1260, Аббатство Камбр) — святой Римско-католической церкви, епископ Лозанны с 1230 по 1239 год.

## Биография

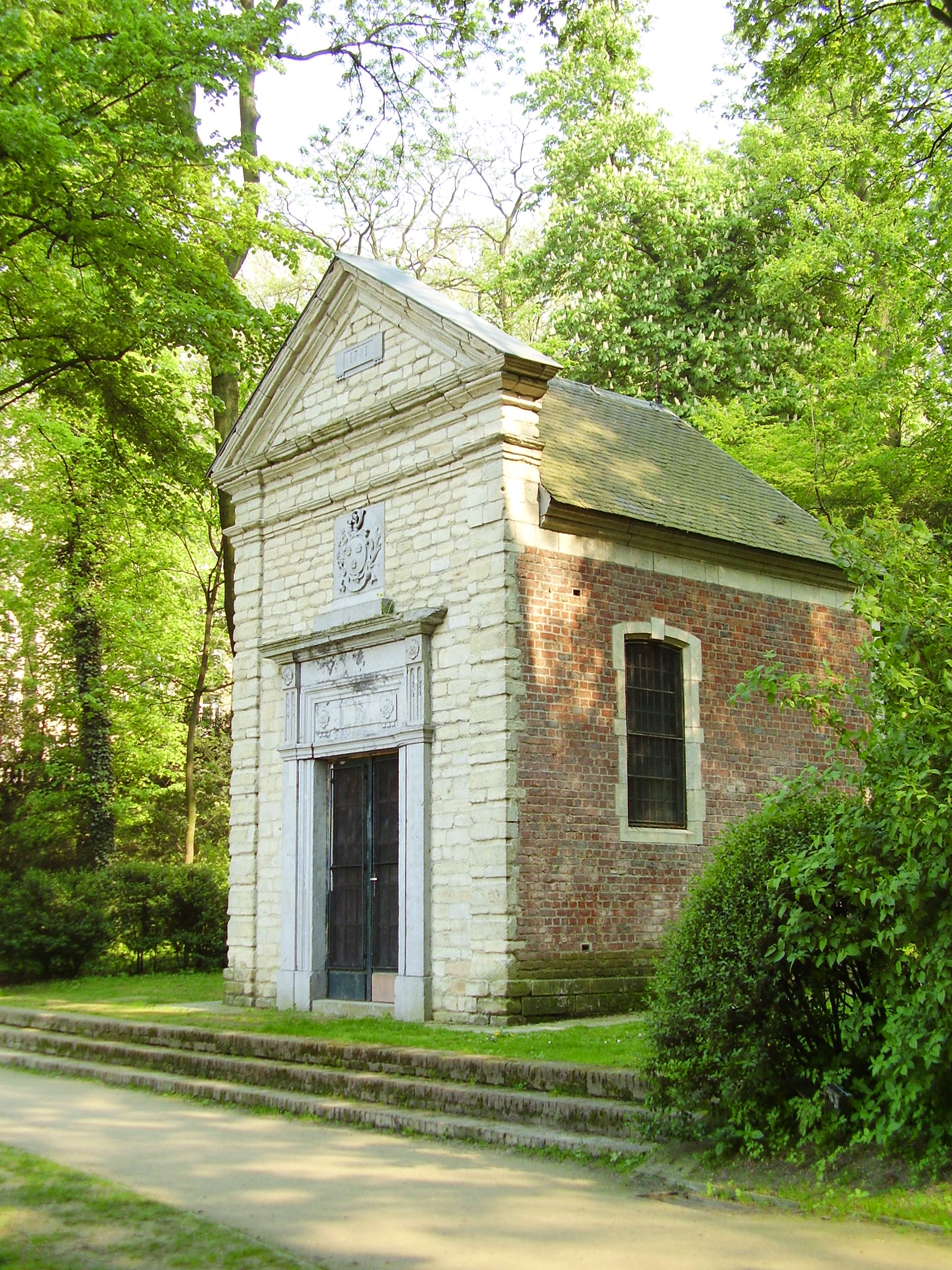
Часовня святого Бонифация Брюссельского, Аббатство Камбр, Брюссель, Бельгия

Бонифаций преподавал богословие в Парижском университете. В 1229 году университет был закрыт из-за беспорядков среди студентов и профессора разъехались по другим городам. Бонифаций отправился в Кёльн, где в то время преподавал доминиканец Альберт Великий, который предложил Бонифацию в местном университете должность профессора. В Кёльне Бонифаций пробыл в течение двух лет. В это время епископская кафедра в Лозанне, Швейцария была вакантной. Папа Григорий IX, узнав о благочестии и хорошей репутации Бонифация, предложил ему епископскую кафедру в Лозанне. В 1230 году Бонифаций был рукоположён в епископа Лозанны, куда он прибыл в 1231 году. Будучи епископом, Бонифаций столкнулся с постоянным противодействием со стороны светской власти и местного католического духовенства, которое не хотело видеть Бонифация своим епископом. В 1238 году Бонифаций отправился в Рим просить об отставке, которая была принята Римским папой в 1239 году.
В 1240 году Бонифаций вернулся в Брюссель, где поселился в аббатстве Камбр, где он прожил в течение последующих двадцати лет. 19 февраля 1260 года Бонифаций Брюссельский скончался в аббатстве Камбр.

## Прославление
Бонифаций Брюссельский был беатифицирован в 1603 году и канонизирован в 1702 году. Его мощи хранятся в аббатстве Камбр.
День памяти в Католической церкви — 19 февраля.